# Castelo de Alcantarilha
O Castelo de Alcantarilha, também referido como Muralhas de Alcantarilha, foi um antigo complexo militar na localidade e freguesia de Alcantarilha, no município de Silves, na região do Algarve, em Portugal. Foi originalmente construído durante o período muçulmano, tendo depois conhecido várias obras de expansão ao longo da sua história. Tinha uma função dupla, tanto para defender o interior do Algarve como para impedir invasões vindas de forças desembarcadas na costa. Entrou numa fase de declínio a partir do século XVIII, que levou à sua quase total demolição, tendo sobrevivido apenas alguns lanços de muralhas.
Os vestígios sobreviventes do Castelo de Alcantarilha estão classificados como Imóvel de Interesse Público desde 1977.

## Descrição

### Localização
Os vestígios do castelo estão situados no centro histórico de Alcantarilha, junto à Rua da Misericórdia, à Travessa do Castelo e ao Largo General Humberto Delgado. No local da moderna Rua das Palmeiras foram encontrados indícios de uma antiga estrada, provavelmente utilizado desde os séculos XVI ou XVII, cujo percurso passava junto ao castelo.

### Composição e conservação
O castelo em si consistia numa cerca abaluartada, que no seu auge contava com seis baluartes, uma em cada vértice, e uma porta principal com um arco.
Devido a vários séculos de destruição e abandono, o castelo encontra-se num avançado estado de degradação, restando apenas alguns troços da muralha, parcialmente ocultos por edifícios modernos. O maior lanço de muralha descoberto situa-se junto à Travessa do Castelo, sendo composto por pedras de pequenas dimensões e organizadas de forma irregular, sistema de construção totalmente diferente dos encontrados nos castelos islâmicos no Algarve. Este tipo de construção, de peças afeiçoadas, é considerado por diversos autores como sendo do período medieval. Este lanço tem cerca de 12 m de comprimento e 4,5 m de altura, estando anexa a edifícios a Noroeste e Sudeste. Junto à Rua de Nossa Senhora do Carmo, no lado Sudeste, é visível o canto de um baluarte, sendo uma das faces de um cunhal em calcário que vai estreitando da base para o ponto mais elevado. Anexo à Travessa do Castelo está um vão de cantaria de forma curva, rasgado a Sudoeste por uma porta, e a Noroeste por uma janela a cerca de quatro metros de altura-.
Os muros do Castelo de Alcantarilha ainda apresentam aberturas para seteiras e ameias, o que demonstra a existência de um caminho de ronda, que no entanto já desapareceu totalmente. Ao longo do lado nascente da Rua do Lagar está outro lanço da muralha e parte de um torreão, no qual foi construído uma residência particular, conservando ainda o seu orelhão. Este torreão apresenta uma estrutura semelhante a outros encontrados nas Muralhas de Lagos, nomeadamente os de Santo António, Gafaria, Quartos e Paiol. Este lanço continua para Norte, além do entroncamento com a Rua das Escadinhas do Lagar.
O Castelo de Alcantarilha foi classificado como Imóvel de Interesse Público pelo Decreto n.º 129/77, de 29 de Setembro de 1977. No entanto, a zona de classificação apenas engloba o maior lanço sobrevivente da muralha, apesar de ter sido identificada outra parte junto à Rua do Lagar, que não foi alvo de protecção. Apesar de estar quase totalmente destruído, o Castelo de Alcantarilha é considerado um dos principais monumentos da vila, e de grande importância na sua evolução histórica.

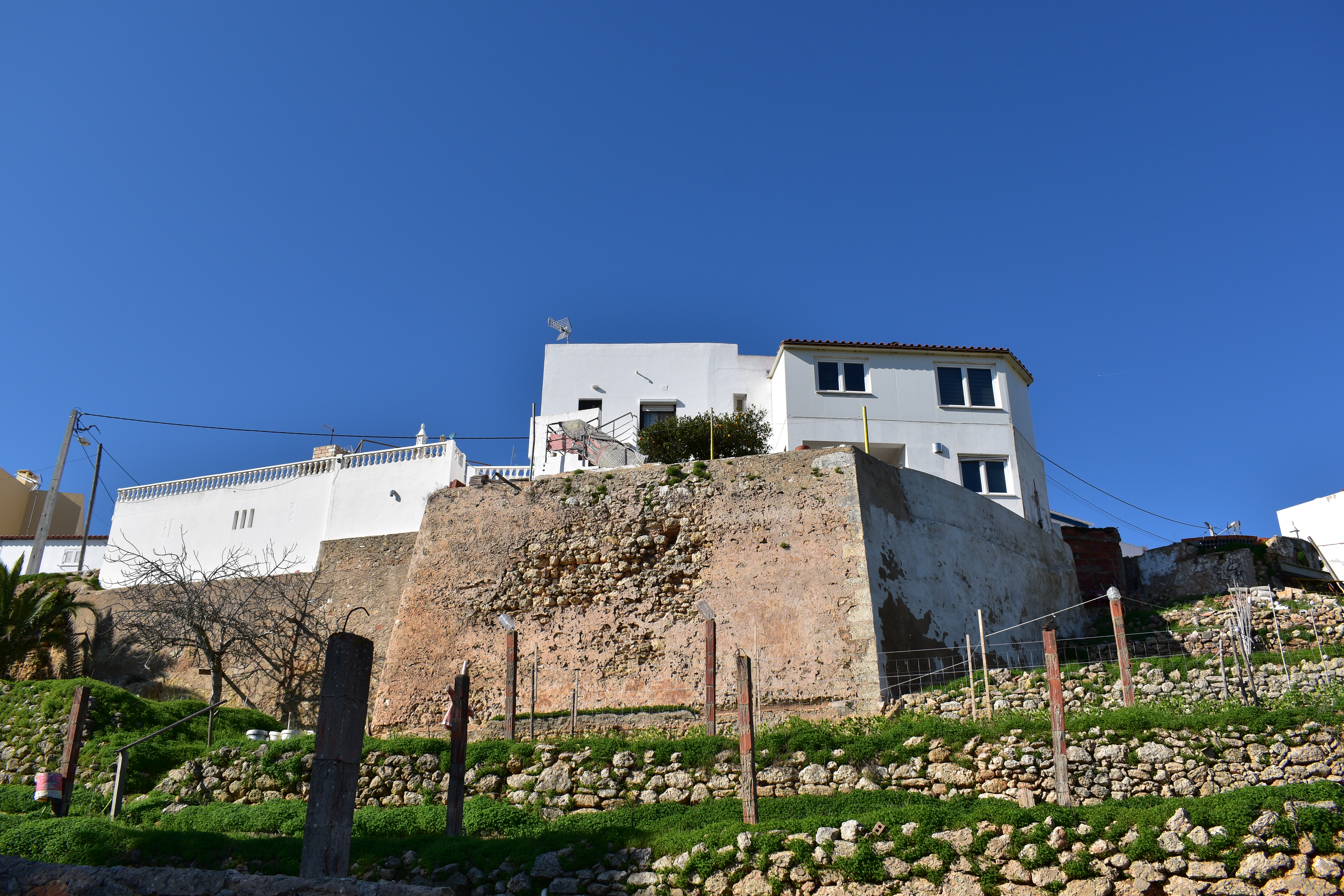
Antigo baluarte do Castelo de Alcantarilha.

## História

### Antecedentes
A povoação de Alcantarilha foi habitada desde a antiguidade, como pode ser comprovado pelo grande número de vestígios arqueológicos encontrados em obras privadas, no centro histórico. A povoação primitiva de Alcantarilha poderá ter sido um castro lusitano, ocupado no período de transição do neolítico para o calcolítico, e que teria sido conquistado pelos exércitos romanos cerca de 198 A.C., passando a ser utilizado como uma base militar, em ligação com o porto de Armação de Pêra.

### Período islâmico e reconquista
Durante o período islâmico, Alcantarilha tinha uma grande importância do ponto de vista estratégico, pois situava-se junto a uma ponte na estrada entre Faro e Silves, então as principais cidades na região. Com efeito, terá sido devido a esta ponte que a povoação terá recebido o seu nome,  al-qantarâ, que foi depois modificado para Alcantarilha. Nesse sentido, terá sido neste período, durante o século XII, que foi construído o castelo.
No século XIII, Alcantarilha foi conquistada pelas forças cristãs de D. Paio Peres Correia, durante o reino de D. Afonso III. Durante este período, o castelo conservou a sua importância, pelo que o monarca terá ordenado a realização de grandes obras naquela fortaleza, sendo um dos possíveis vestígios desta intervenção a forma relativamente ovalada das ruas mais altas de Alcantarilha. Segundo alguns autores, só nesta altura, após a reconquista, é que terá sido construído o castelo.

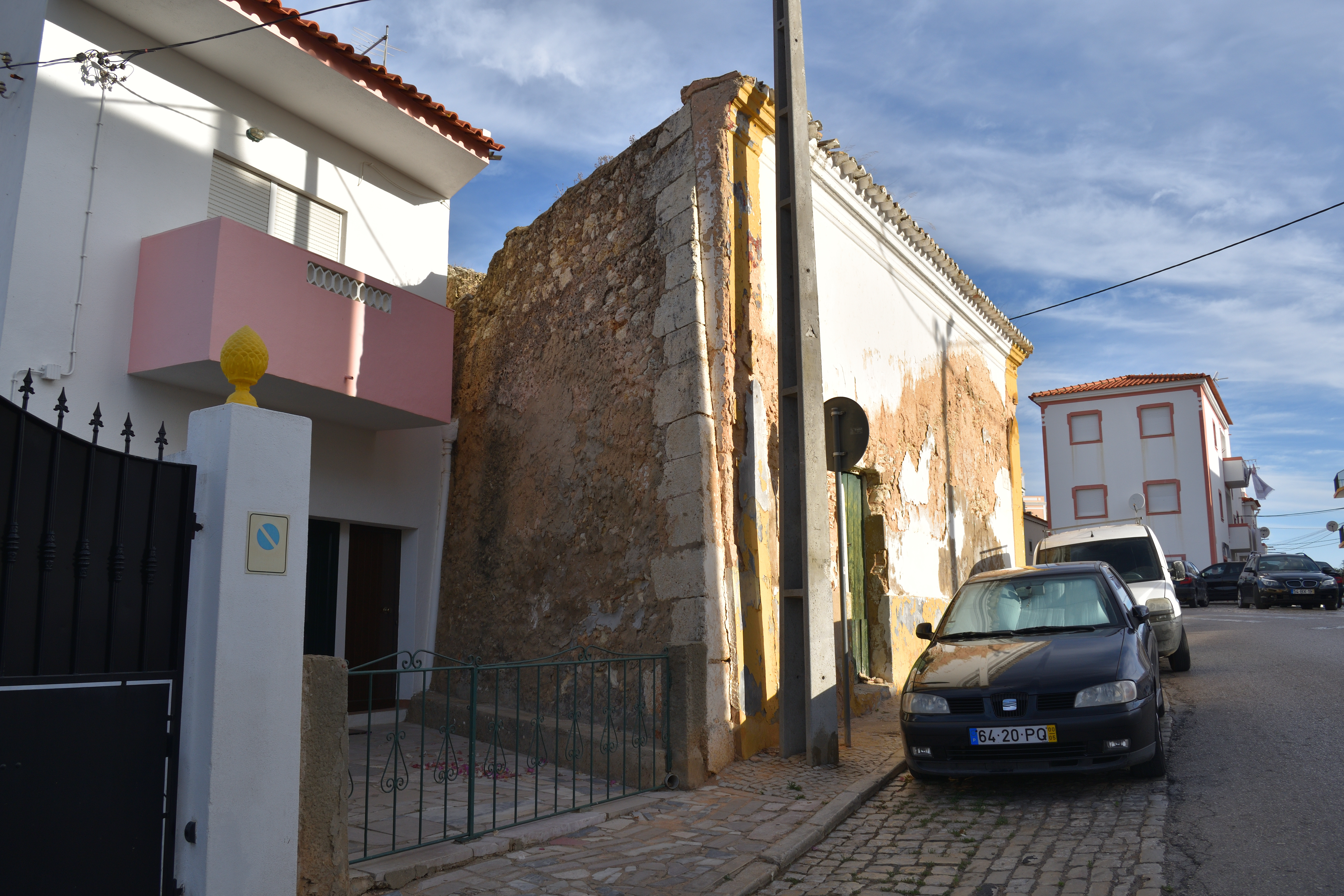
Restos da muralha, na Rua de Nossa Senhora do Carmo. O edifício em ruínas no centro é o antigo Mercado Municipal, inaugurado em 1934.

### Séculos XVI e XVII
No século XVI, possivelmente durante o reinado de D. João III, foram iniciadas as obras para a construção das muralhas de Alcantarilha. No entanto, a povoação foi atacada por piratas mouros em 1550, quando foi saqueada, e em 1559, levando ao refúgio das mulheres e das crianças em Silves, devido à falta de defesas. Em 1571, o rei D. Sebastião ordenou a conclusão das muralhas, e em 28 de Janeiro de 1573 visitou Alcantarilha durante uma viagem ao Sul do país, de forma a ver se as obras já tinham sido terminadas. O cronista João Cascão, que fez parte do grupo do rei, escreveu que «Alcantarilha, aldeia de 150 vizinhos, que ora se cerca de muro toda em roda, e com baluartes em lugares convenientes, por ser perto da costa [...] Entrou El-Rei pela principal rua da aldeia que, de uma banda e de outra, estava cheia de gente, e às janelas algumas moças bem parecidas. [...] e andaram na Alcantarilha vendo o novo edifício». Nessa altura o Castelo ainda era bastante significante do ponto de vista militar, servindo para defender tanto o interior da região, como para prevenir contra possíveis desembarques de inimigos na costa. Estes trabalhos modificaram profundamente a estrutura do castelo, que perdeu assim quase totalmente a sua arquitectura original islâmica. Alguns investigadores avançaram a teoria de que o castelo só teria sido construído ou reparado nesta altura, devido aos ataques anteriores a Alcantarilha. Segundo a obra Corograﬁa do Reino do Algarve, escrita por Frei João de São José em 1577, a cerca de Alcantarilha ainda estava em construção. Em 1621, o engenheiro militar italiano Alexandre Massai descreveu Alcantarilha na sua obra Descrição do Reino do Algarve, aconselhando que fossem terminadas as obras nas muralhas, estando nessa altura concluído apenas o baluarte e feitos parcialmente os muros. Segundo Massai, apenas tinham sido feitos os lanços virados para o mar, não tendo sido concluída devido à falta de verbas. Muitos dos muros estavam apenas começados, tendo aconselhado que fossem levantados até à altura do baluarte já existente, utilizando uma estrutura de pedra e cal. Recomendou igualmente que fossem feitas as obras do lado terrestre, e colocada uma cava em redor, e que fosse aproveitado o apoio da população, que se tinha disponibilizado a ajudar nas obras. Segundo a obra de Lívio da Costa Guedes Aspectos do Reino do Algarve, nos Séculos XVI e XVII, Massai terá referido que «a mim parece certo o sobredito lugar digno e merecedor de se lhe acabar o sobredito cerco, por quanto junto dele está o outro lugar acima dito de Pera, que ambos estão arriscados a um assalto [...] e também pela segurança das armações junto deste lugar que são de Pera e Pedra da Galé, onde na costa está a família destes armadores». Relatou ainda que Alcantarilha dispunha de uma boa força de milícia, composta por 27 homens a cavalo e 221 a pé. Massai desenhou uma planta do projecto para o castelo, que devia apresentar a forma de um polígono hexagonal, estendendo-se ao longo da crista da elevação, com parte dos muros virados para Sul, enquanto que o resto deveria estar cercado por um fosso.
O Castelo sofreu novamente obras de restauro em 1640, no âmbito da Guerra da Restauração da Independência.

### Século XVIII
No século XVIII, o Castelo de Alcantarilha entrou num profundo estado de decadência, que poderá ter sido causado pelo Sismo de 1755. Em 1758 o Marquês de Pombal ordenou que os párocos informassem sobre os estragos causados pelo sismo, tendo o pároco de Alcantarilha relatado apenas danos ligeiros na Igreja, não fazendo quaisquer referências às muralhas. Segundo o Plano Director Municipal, o arco da Porta da Vila terá sido derrubado durante este século, e os materiais reaproveitados para a construção da ponte sobre a Ribeira de Alcantarilha.

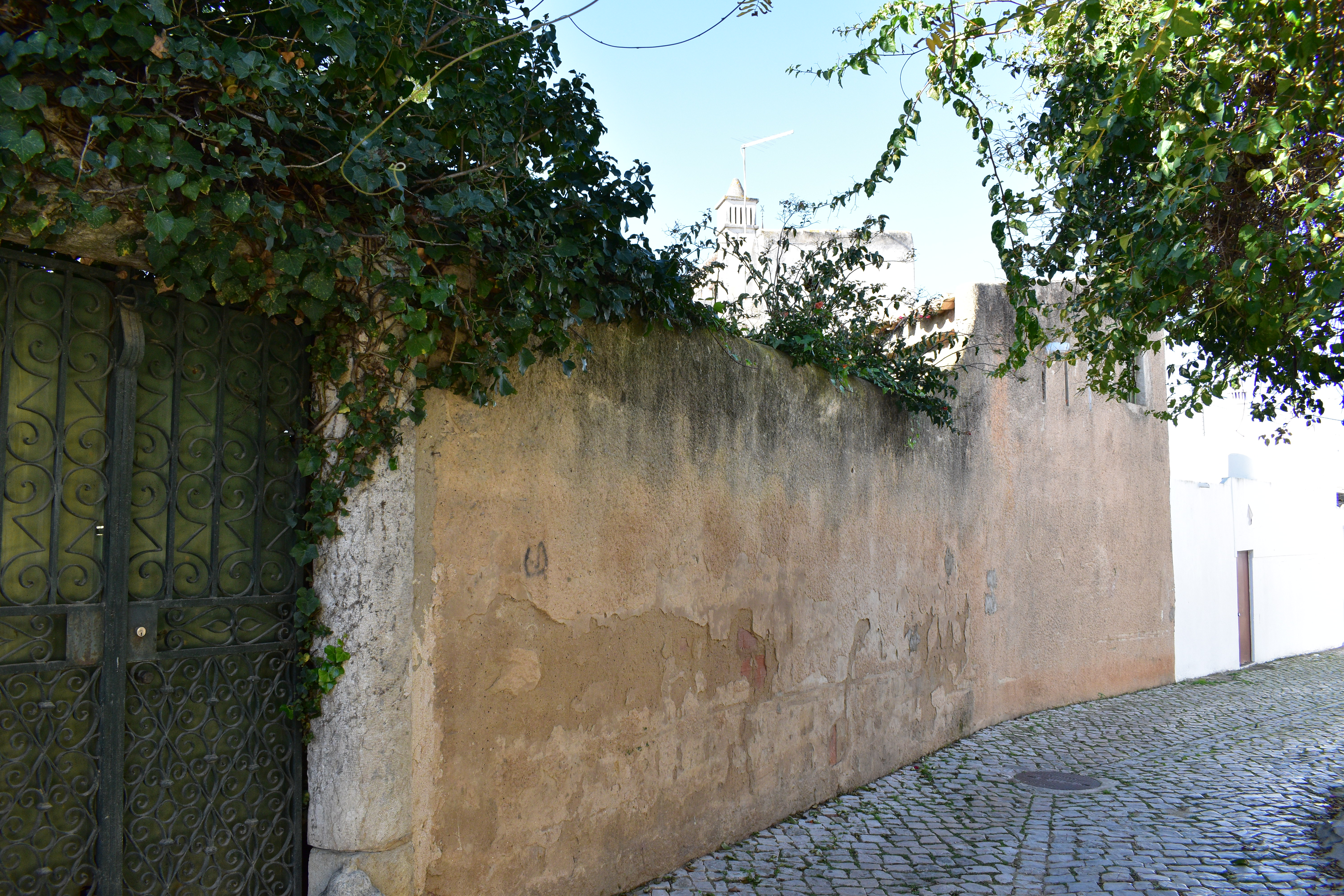
Vestígios da muralha na Travessa do Castelo.

### Séculos XIX e XX
Em 2 de Julho de 1934, foi inaugurado o edifício do Mercado Municipal de Alcantarilha, adossado parcialmente à muralha. Na década de 1940, o Castelo de Alcantarilha ainda era considerado como estando em bom nível de conservação, embora a progressiva expansão urbana da cidade tenha levado à destruição de grande parte da estrutura, tendo sido modificada profundamente a zona dentro dos muros, enquanto que grandes partes da muralha foram sendo demolidas.
Em Agosto de 1973 a Secretaria de Estado da Instrução e Cultura – Direcção Geral dos Assuntos Culturais enviou um ofício à autarquia de Silves, informando-a que tinha sido tomada a decisão de classificar o Castelo de Alcantarilha como Imóvel de Interesse Público. Em 1974, teve início o processo para a Constituição da servidão administrativa do Castelo de Alcantarilha, de forma a se proceder à sua classiﬁcação, e no Jornal do Algarve de 27 de Julho desse ano, surgiu o edital para a criação da servidão administrativa, uma zona de protecção genérica com 50 m de raio. No entanto, foram feitas três reclamações a este processo, duas destas feitas por proprietários de prédios e terrenos em Alcantarilha, e uma terceira por parte da dona do castelo em si, que receavam não poder construir novos edifícios nem modificar os existentes dentro da zona abrangida. Estas reclamações foram respondidas por um ofício de 20 de Agosto, que informou que este processo não impedia a construção ou alteração dos edifícios dentro da zona, apenas que este tipo de obras tinham de ser autorizadas pelo governo. Este ofício declarou igualmente que, por decisão do Secretário de Estado da Cultura e Educação Permanente, as reclamações não impediam a classificação do castelo como Imóvel de Interesse Público. O processo de classificação do castelo foi concluído cerca de dois anos depois, em 29 de Setembro de 1977.
Em 2000, o Castelo foi alvo de trabalhos de prospecção arqueológica, no âmbito do Projecto de Emparcelamento dos Perímetros de Vale da Vila e Alcantarilha, em Silves.

### Século XXI
Em 2011, foram feitos trabalhos arqueológicos de acompanhamento na Rua das Palmeiras, de forma a tentar encontrar vestígios antigos, e identificar um possível lanço da muralha. Em Maio de 2015, foi organizada uma recriação histórica em Alcantarilha, para comemorar a visita régia de 28 de Janeiro de 1573. Em Janeiro de 2016, o Arquivo Municipal de Silves organizou uma exposição sobre o Castelo de Alcantarilha nos Paços do Concelho.

## Leitura recomendada
- ALMEIDA, João (1948). Roteiro dos Monumentos militares Portugueses. Volume 3. Lisboa: [s.n.]
- INÁCIO, Nuno Campos (2015). Alcantarilha: história e suas gentes. Col: Genealogia do Algarve 1ª. ed. Albufeira: Arandis. 203 páginas. ISBN 978-989-8769-65-7
- LOPES, João Baptista da Silva (1841). Corografia ou memoria economica, estadistica, e topografica do reino do Algarve. Lisboa: [s.n.]